# Lamine Diack (Sportfunktionär)

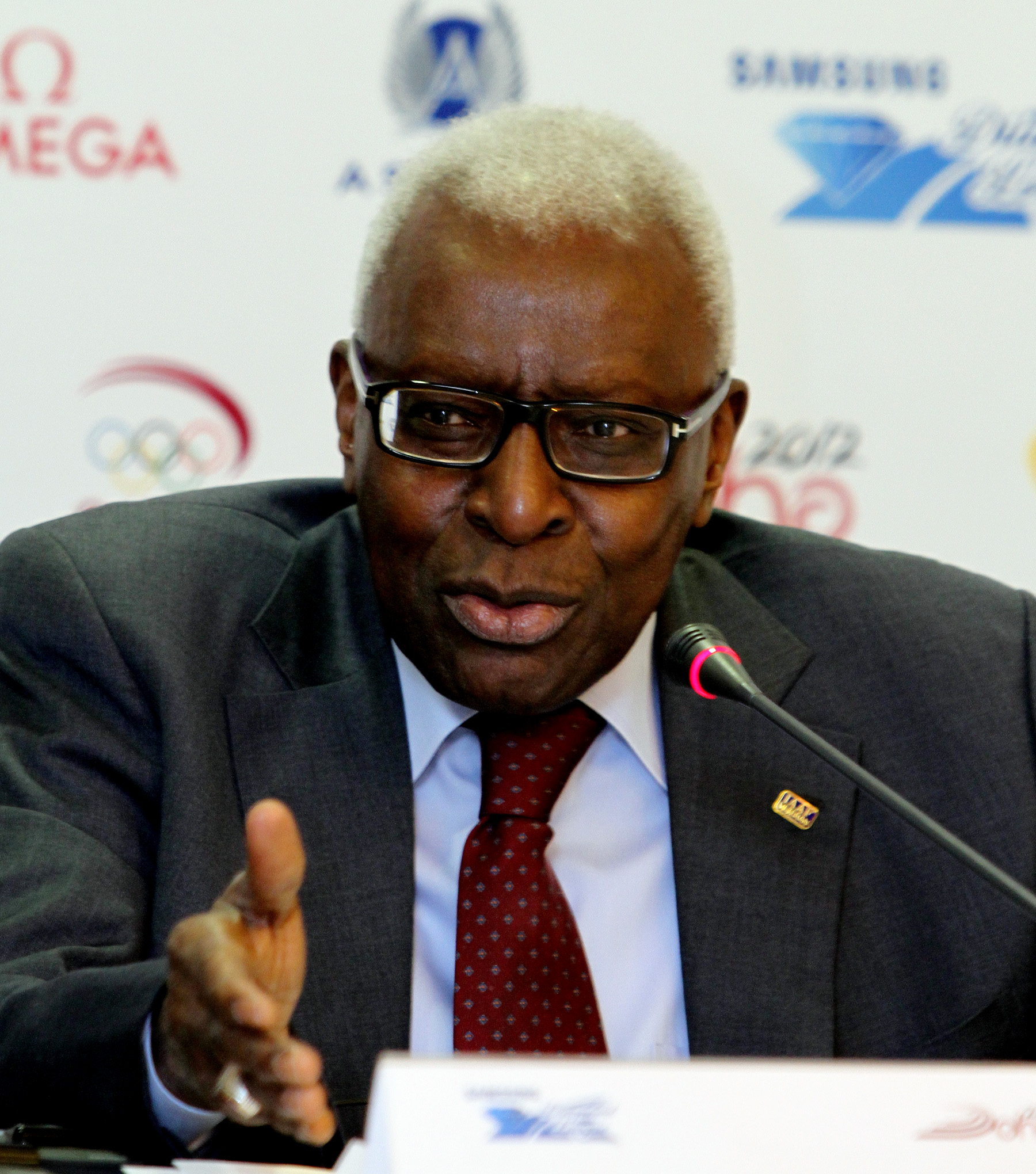
Lamine Diack, 2012

Lamine Diack (* 7. Juni 1933 in Dakar; † 3. Dezember 2021 im Senegal) war ein senegalesischer Sportfunktionär. Von 1999 bis 2015 war er Präsident des Leichtathletikweltverbandes International Association of Athletics Federations (IAAF).

## Leben
In den 1950er Jahren war Diack als Weitspringer aktiv. Er wurde 1958 mit 7,63 m französischer Meister und 1959 mit 7,72 m französischer Studentenmeister. Anschließend war er im Senegal als Trainer und technischer Direktor im Fußball beschäftigt. Anfang der 1970er Jahre begann Diack neben seinem Engagement im Sport eine politische Karriere. Von 1978 bis 1993 war Diack Mitglied der senegalesischen Nationalversammlung, davon von 1988 bis 1993 ihr Vizepräsident, außerdem war er von 1978 bis 1980 Bürgermeister von Dakar.
Von 1973 bis 2003 war Diack Präsident der Confédération Africaine d’Athlétisme. 1976 wurde er in das IAAF-Council gewählt, 1991 wurde er Vizepräsident und 1999 Präsident der IAAF. Als Präsident wurde er 1999 auch Mitglied des Internationalen Olympischen Komitees, ab 2014 war er Ehrenmitglied. 2015 trat er nicht mehr bei der Wahl des IAAF-Präsidenten an, ihm folgte im August 2015 Sebastian Coe.
2011 erhielt Diack von der IOC-Exekutive einen Verweis, weil er 1993 insgesamt 58.880 Schweizer Franken (etwa 48.000 Euro) von einem ISL-Manager angenommen hatte. Im selben Jahr hatte die IAAF einen Marketing-Vertrag mit ISL abgeschlossen.
2007 wurde ihm der japanische große Orden der Aufgehenden Sonne am Band verliehen.
Diack verstarb am 3. Dezember 2021 im Alter von 88 Jahren im Senegal.

## Korruptionsprozess
Im November 2015 wurde bekannt, dass die französische Justiz wegen des Verdachts der Geldwäsche und Bestechlichkeit Anklage gegen Diack und seinen Anwalt erhoben hatte. Er soll während seiner Amtszeit Dopingfälle vertuscht haben. Im Zuge der Affäre wurde ihm vom IOC die Ehrenmitgliedschaft vorläufig entzogen. Daraufhin trat Diack als IOC-Ehrenmitglied sowie als Präsident der International Athletics Foundation (IAF) zurück.
Am 18. Juni 2020 endete der Prozess gegen Lamine Diack und fünf weitere Personen, darunter seinen Sohn Papa Massata Diack. Die Verteidigung von Diacks forderte Nachsicht und bezog sich insbesondere auf das Alter (87 Jahre) Diacks.
Am 16. September 2020 verurteilte die 32. Strafkammer des Pariser Gerichtshofs (32ème chambre correctionnelle du tribunal judiciaire de Paris) Diack wegen seiner Beteiligung an einem Korruptionsnetzwerk, das direkt oder indirekt mehrere Millionen Euro vorwiegend von russischen Athleten für die Vertuschung von positiven Doping-Tests erpresst hatte, zu vier Jahren Freiheitsstrafe, von denen zwei Jahre auf Bewährung ausgesetzt sind. Außerdem erhielt er eine Geldstrafe in Höhe von 500.000 Euro. Diack legte über seinen Anwalt Berufung gegen die Entscheidung ein.
Sein Sohn Papa Massata Diack wurde in Abwesenheit zu fünf Jahren Gefängnis und einer Geldstrafe von einer Million Euro verurteilt. Papa Massata hatte sich in die Republik Senegal zurückgezogen, die ihn trotz eines Haftbefehls von Interpol nicht ausliefern will. Zu Freiheitsstrafen mit Bewährung wurden weitere Hintermänner der Machenschaften verurteilt, unter anderen der Anwalt Habib Cisse (3 Jahre Haft, davon 2 Jahre auf Bewährung) und der Ex-Leiter der Anti-Doping-Abteilung des Weltverbandes IAAF (heute World Athletics), Gabriel Dollé (2 Jahre auf Bewährung).